# Ytterby

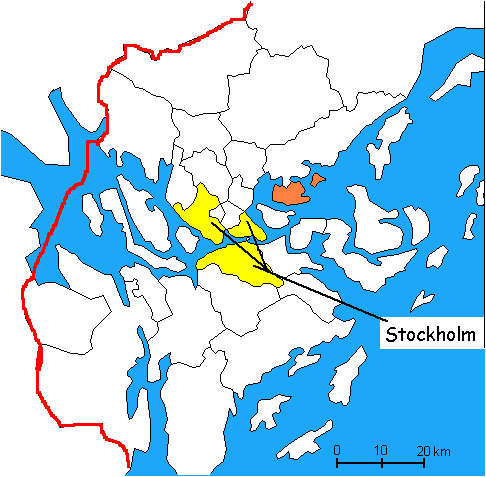
Ytterby

Ytterby é uma vila próxima de Vaxholm, na Suécia. Há uma mina em Ytterby onde minerais incomuns foram descobertos. Estes minerais permitiram a descoberta dos seguintes novos elementos químicos: érbio, térbio, itérbio e ítrio, todos nomeados em homenagem ao vilarejo, além do tântalo.
A Suécia, e mais especificamente a vila de Ytterby, no arquipelago de Estocolmo, teve um papel importante na história dos elementos terras raras, já que muitos deles foram descobertos lá: o gadolínio ( nomeado em homenagem ao professor Johan Gadolin ), hólmio ( nome latino de Estocolmo ), túlio ( de "Thule", nome antigo para os paises nórdicos ) e, naturalmente, térbio, érbio, ítrio e itérbio nomeados em homenagem a Ytterby.